# Ingenjörshuset

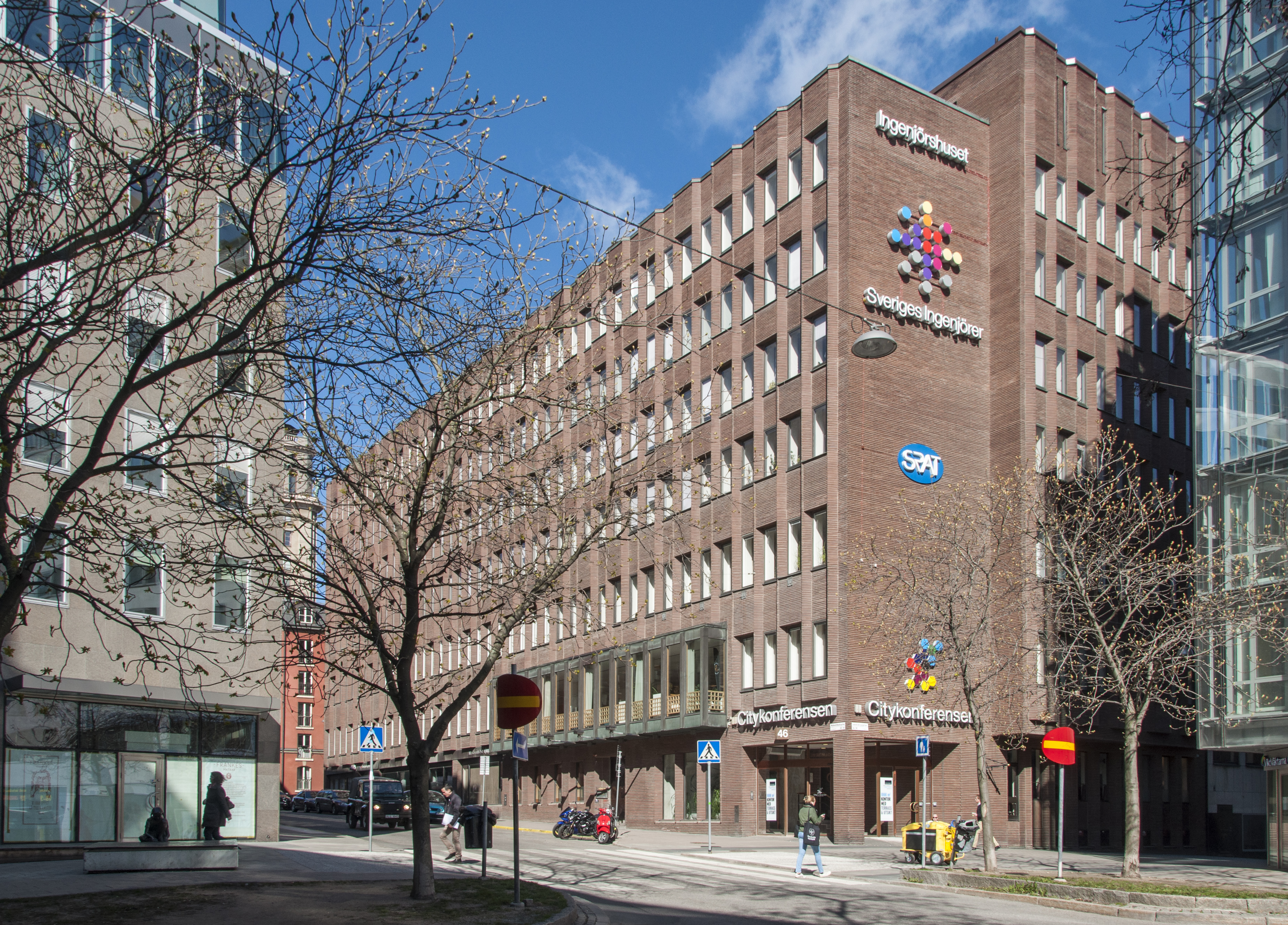
Ingenjörshuset, 2014.

Ingenjörshuset kallas en kontorsfastighet i kvarteret Hammaren i hörnet Jakobsbergsgatan 36 / Malmskillnadsgatan 48 på Norrmalm i Stockholm. Huset ritades 1967 av arkitekt Anders Tengbom och är grönmärkt av Stadsmuseet i Stockholm vilket innebär att den bedöms vara "särskilt värdefull från historisk, kulturhistorisk, miljömässig eller konstnärlig synpunkt". Ingenjörshuset är huvudkontoret för fackförbundet Sveriges Ingenjörer.

## Byggnadsbeskrivning

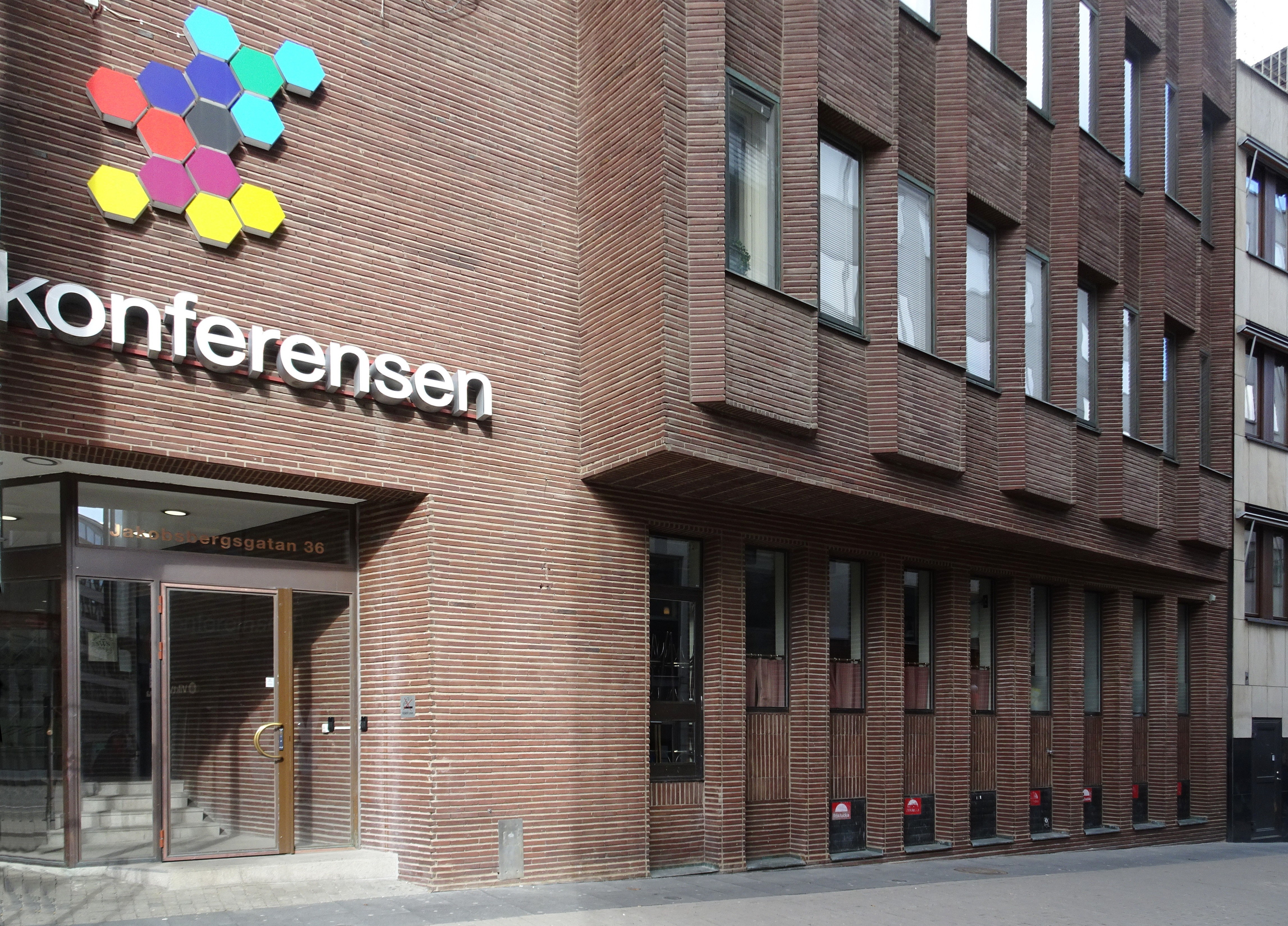
Entré och fasad mot Jakobsbergsgatan.

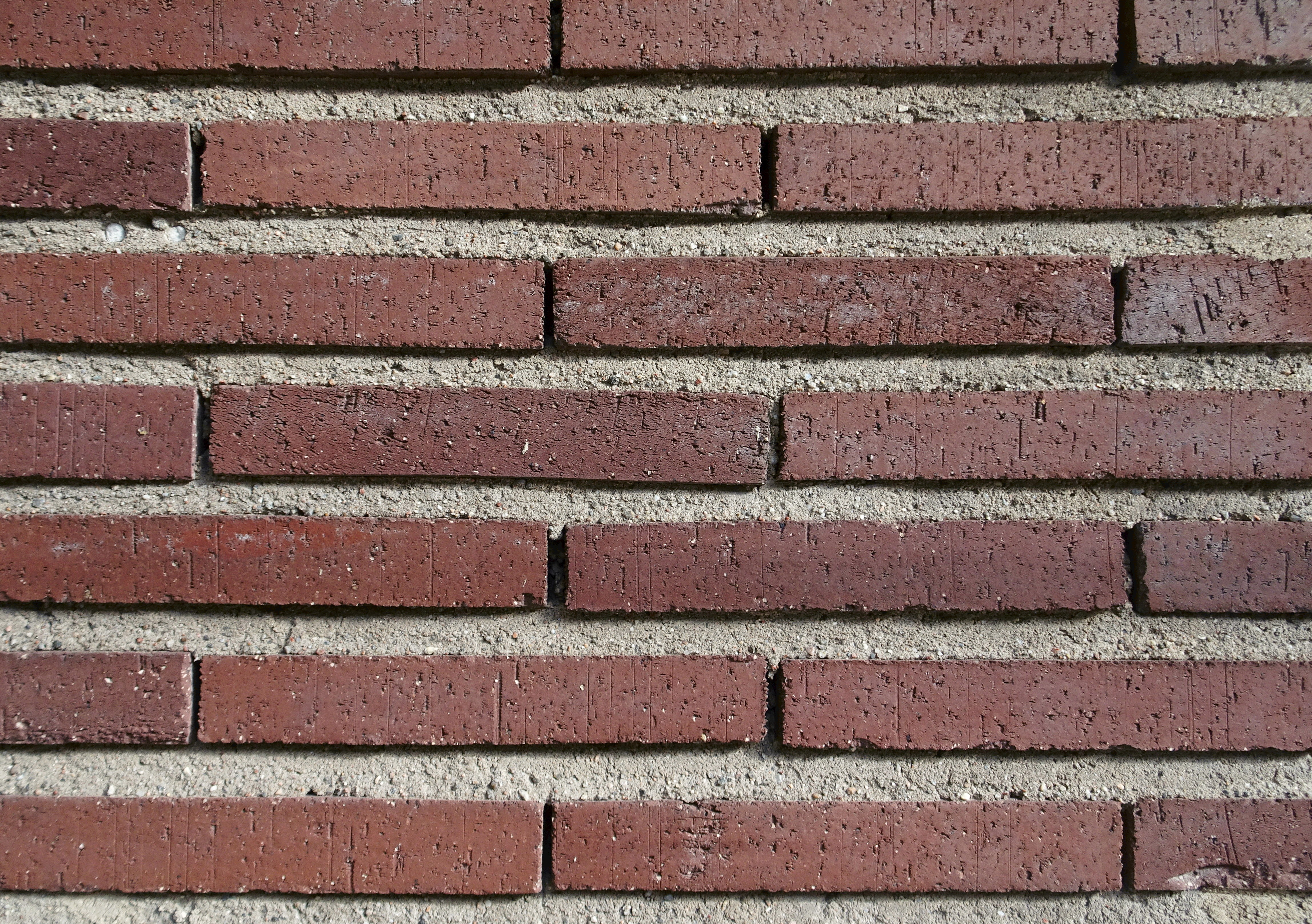
Fasaddetalj.

Fastigheten Hammaren 14 skapades genom sammanslagning av fastigheterna Hammaren 3, 8, 10 och 11 vars bebyggelse (bland annat Betelkapellet) revs på 1960-talets början som ett led av Norrmalmsregleringen. Här lät Svenska Teknologföreningen uppföra sitt nya hus med kontorsrum, utbildningslokaler och konferensrum. Arkitekt Anders Tengbom fick uppdraget att gestalta byggnaden. Han ritade en kraftfull tegelbyggnad i sju våningar med vertikal verkan. Mot Jakobsbergsgatan reser sig en framspringande fasaddel med ytterligare en våning över taket. Som så många av Tengboms byggnader kläddes även Ingenjörshuset med fasadtegel. Fasaden mot Malmskillnadsgatan accentueras av ett långsmalt kopparklätt burspråk i höjd med våning 1 trappa. Här ligger reception och foajén till två större konferenssalar.
Våningsplanen var enligt de ursprungliga bygglovsritningarna disponerade enligt följande: 
- Plan 1 (under mark): Lastplats, uthyrningslokal, omklädningsrum, förråd, personalmatsal.
- Plan 2 (under mark): Transformatorstation, lager fläktrum, motionshall, solarium, bastu, bassäng, massage, omklädningsrum, hall, kontor.
- Plan 3 (under mark): Lager, fläktrum.
- Plan 4 (under mark): Lager, undercentral för värme, kompressor.
- Plan 5 (bottenvåning): Entré, klubbrum, pub, restaurang, kök, 2 utställningslokaler.
- Plan 6 (vån 1 tr): Foajé, 2 konferenssalar, reception, 2 mindre konferensrum.
- Plan 7 (vån 2 tr): Stora salens övre del, 11 mindre konferensrum, chefskontor.
- Plan 8–11 (vån. 3–6 tr): Kontorsrum.
- Plan 12 (vån. 7 tr): Klubbrum, teknikutrymme, fläktrum, takterrass.